# Укрвидавполіграфія
АТ «ДАК «Українське видавничо-поліграфічне об'єднання», або «Укрвидавполіграфія» — державний холдинг, який забезпечує реалізацію узгодженої стратегії 23 поліграфічних, постачальницьких, видавничих підприємств та спеціалізованих науково-дослідних та проєктного інститутів.
Компанія заснована на виконання наказу Президента України від 16.09.1998 р. №1033 «Про вдосконалення державного управління інформаційною сферою», у відповідності із постановами Кабінету Міністрів України від 31.10 1998 р. №1720 та від 26.11.1998 р. №1870 з метою підвищення ефективності державного управління в системі видавничої підготовки, поліграфічного виконання і розповсюдження друкованої продукції.